# Erich Valentin
Pour les articles homonymes, voir Valentin.
Erich Valentin est un musicologue allemand né le 27 novembre 1906 à Strasbourg et mort le 16 mars 1993 à Bad Aibling. 

## Biographie
Valentin, fils d’un agent de la Poste, étudia la musicologie à l’Université de Munich à partir de 1925 et obtint une thèse de doctorat sur un sujet portant sur l’évolution des toccatas aux XVIIe et XVIIIe siècles. En 1931, il publia la première biographie originale de Georg Philipp Telemann, à l’occasion du 250ème anniversaire de la naissance du compositeur. 
De 1928 à 1935, il enseigna la musique et fut critique musical pour plusieurs revues. Ensuite, il opéra en tant que critique et écrivain sur la musique jusqu’en 1939 à Munich. En 1935, il se montra partisan fidèle du régime national-socialiste, lorsqu’il écrivit dans une contribution sur l’histoire de la musique comme facteur d’éducation: « L’idéal éducatif du nouvel Etat, comme son but politique, est la totalité ». 
Valentin travailla à la musique de chambre du Troisième Reich et fut membre du Parti national-socialiste des travailleurs allemands (NSDAP), bien que son nom n’apparût pas dans le fichier central du NSDAP. Pendant la période du National-socialisme, Valentin publia plusieurs œuvres sur l’histoire de la musique, comme en 1937, « Richard Wagner : Interprétation du temps et de l’œuvre », ou en 1939, « Hans Pfitzner, un allemand », ou encore en 1940, « Eternelle façon de sonner, un livre de lecture sur l’être et le devenir de la musique allemande ».
Après l’annexion de l’Autriche, il fut appelé en 1939 pour enseigner au Mozarteum de Salzbourg, où il devint agrégé en musicologie et directeur de l'Institut central pour la recherche sur Mozart. En parallèle, il fut également secrétaire général de l’Association internationale sur l’art de Mozart ("Internationale Stiftung Mozarteum"). En 1944, il rentra dans la Wehrmacht.
Après la fin de la seconde guerre mondiale, Valentin vécut ensuite à Mammendorf près de Fürstenfeldbrück. De 1946 à 1947, il enseigna au pensionnat de Burg Sternberg, et de 1949 à 1953 il fut agrégé à la "Musikakademie Detmold". En parallèle, il fut rédacteur en chef en 1949 du journal "Zeitschrift für Musik". En 1953, il fut appelé comme professeur associé en musicologie à l'Université de musique à Munich et en 1955, il fut nommé professeur. 
En République démocratique allemande, le livre de Valentin Eternelle façon de sonner, un livre de lecture sur l’être et le devenir de la musique allemande (Bosse, Ratisbonne, 1940) a été mis sur la liste de la littérature à exclure. En 1957, Valentin fut membre fondateur de la Société pour l’histoire de la musique bavaroise. 
De 1963 jusqu’à son éméritat en 1972, Valentin fut directeur de l’Université de musique de Munich. En 1965, il présida le Comité de la musique des chanteurs bavarois. Depuis mai 1978, il vécut en retraite à Bad Aibling, où il mourut en 1993 à l’âge de 86 ans.

## Publications
- Richard Wagner: interprétation du temps et de l’œuvre, 1937.
- Hans Pfitzner, un allemand, 1939.
- Eternelle façon de sonner, un livre de lecture sur l’être et le devenir de la musique allemande, G. Bosse, Ratisbonne, 1940.
- Petit dictionnaire des instruments de musique, G. Bosse, Ratisbonne, 1954.
- Beethoven, Hachette, Paris, 1957.